# Anastrangalia dubia
Anastrangalia dubia — жук из семейства усачей и подсемейства усачиков.

## Описание
Жук длиной от 8 до 16 мм.

## Распространение
Встречается в Европе, на Кавказе, северном Иране, Турции и Алжире.

## Экология и местообитания
Жизненный цикл продолжается два-три года. Время лёта — с мая по август. Кормовые растения — ель (Picea), сосна (Pinus) и пихта (Abies).